# Adiszi
Adiszi (gruz. ადიში) – lodowiec zlokalizowany na północy Gruzji w regionie Swanetia na południowym  zboczu Kaukazu w dorzeczu rzeki Inguri z południowo-zachodnią ekspozycją. Lodowiec w górnej części otoczony jest m.in. takimi szczytami jak Tetnuldi, Adiszi czy Gistola.

## Rozmiar
W 1960 powierzchnia lodowca wynosiła 10,5 km² przy długości 7,4 km oraz z jęzorem lodowcowym na wysokości 2330 m n.p.m.. Podczas kolejnych badań zaobserwowano zmniejszenie się Adaszi, w 1986 jego powierzchnia wynosiła 9,7 km² przy długości 7,2 km z jęzorem lodowcowym na wysokości 2400 m n.p.m..
W 2014 lodowiec zajmował powierzchnię 9,5 km² przy długości 6,9 km i położeniu jęzora lodowcowego na wysokości 2485 m n.p.m..